# Nihilist Spasm Band
The Nihilist Spasm Band (NSB) es una banda canadiense de noise formada en 1965  en London, Ontario. 
También han sido citados como influencia por los grupos y músicos como: Sonic Youth, Negativland y Einstürzende Neubauten. 

## Historia
La banda fue fundada por Hugh McIntyre, John Clement, John Boyle, Bill Exley, Murray Favro, Archie Leitch, Art Pratten y Greg Curnoe. Desde entonces, Leitch se jubiló, Curnoe murió en un accidente de bicicleta en 1992 y McIntyre murió de insuficiencia cardíaca en 2004. Los miembros de la banda son en su mayoría artistas locales. 
El término "Spasm Band" se refiere a una banda que utiliza instrumentos caseros.  La mayoría de los instrumentos del ONN son modificaciones de otros instrumentos o enteramente inventados por los miembros. Además de los instrumentos caseros, se anima a los miembros a improvisar. El alcance de la improvisación es tal que los instrumentos no están afinados entre sí, los tempos y los compases no se imponen, y los miembros amplían los rangos de su instrumentación participando en una innovación constante y un volumen cada vez mayor a lo largo de una actuación. 
El documental de Zev Asher: What About Me: The Rise of The Nihilist Spasm Band se estrenó en el Festival Internacional de Cine de Toronto en 2000. Inspirándose en encontrar una copia del primer LP de Nihilist Spasm Band, No Canada, en la pila de objetos efímeros de los años 70 en el sótano de su familia; El documental explora el legado de NSB como pioneros canadienses de la música noise.

## Discografía
- The Sweetest Country This Side of Heaven (CD, 1996), Arts Canada
- No Record (LP en vinilo, 1968; relanzado en CD, 1996; relanzado en vinilo, 2000), Allied Record Corporation
- Vol. 2 (LP en vinilo, 1979; relanzado en CD, 1996), Music Gallery Editions
- 1984 (audiocassette, 1984; relanzado en CD, 1999), Chimik Communications
- ¬x~x=x (LP en vinilo, 1985; relanzado en CD, 1996), United Dairies Records
- What About Me (CD, 1992), Alchemy Records
- Live in Japan (CD, 1997), Alchemy Records
- Every Monday Night (CD, 1999), Alchemy Records
- No Borders with Joe McPhee (2xCD, 2001), Non Musica Rex
- NSB Live at Western Front (CD, 2006), NSB
- No Nihilist Spasm Band in Mulhouse (LP en vinilo, 2007), Les Mondes Mental
- No Borders to No Borders with Reynols (CD, 2007), Disques Hushush
- Live In Geneve, Switzerland October 2006 with Fossils (cassette, 2007), Wintage Records & Tapes
- theBESTweCANdo (CD, 2008), NSB
- Nothing is Forever (LP, 2013), Wintage Records & Tapes, WRT-99
- Breaking Wind (LP, 2013), Rekem Records, Rekem 04
- No Record (LP en vinilo, 2014), Pacemaker Entertainment, Ltd., LION LP-136
- Fluxus (con Kommissar Hjuler, 2015), Psych
- Last Concert in Japan (CD, 2016), Alchemy Records, TECH-24486

### Aparece en
- No Music Box - No Music Festival 1998 (CD, 1998), Entartete Kunst Recordings
- no99 - No Music Festival 1999 (CD, 1999), Entartete Kunst Recordings
- No Nothing - No Music Festival (CD, 2000), Non Musica Rex

## Miembros
- John Clement - guitarra, bajo, batería
- John Boyle – kazoo, piano de pulgar, batería
- Bill Exley - voz, olla de cocina
- Murray Favro – guitarra
- Art Pratten - "pratt-a-various", pipa de agua

### Artistas invitados
- Aya Onishi - batería, kazoo, "intérprete invitada constante" desde 1999
- Owen Curnoe - batería
- Mark Favro - teclado Casio
- Galen Curnoe - guitarra
- Tim Glasgow

### Miembros anteriores
- Hugh McIntyre - bajo (1965-2004) [6]
- Archie Leitch - clarinete de corredera (1965–?)
- Greg Curnoe - kazoo, batería (1965-1992)